# Клод-Франсоа Мале
Клод-Франсоа дьо Мале (на френски: Claude François de Malet) е френски военачалник, бригаден генерал от 13 август 1799 година, организирал и оглавил неуспешен републикански опит за преврат срещу император Наполеон в 1812 година по време на отстъплението на Великата армия от Русия.

## Биография
Роден в 1754 година в аристократично семейство в Дол, Франш Конте, Мале влиза в армията като мускетар на 17 години, но мускетарската рота е разпусната по бюджетни причини от крал Луи XVI в 1776 година. В 1790 година Мале подкрепя революцията и става командир на Националната гвардия в Дол и празнува годишнината от падането на Бастилията. Семейството му го обезнаследява. Мале се записва доброволец в армията при избухването на Войната на първата коалиция в 1792 година и служи като капитан в 50 пехотен полк на Рейнската армия. В 1795 година се уволнява, но в 1797 година отново постъпва на служба в армията като началник-щаб на 6 дивизия. В 1799 година става началник-щаб на Алпийската армия под командването на генерал Жан-Етиен Шампионе. След възхваляващи оценки и от Шампионеиот генерал Андре Масена за защитата на Малкия Сан Бернар през август 1799 година, Мале е произведен бригаден генерал на 19 октомври 1799 година. Той се сражава в Хелветската република през 1801 година до слагането на край на войната с договорите от Люневил и Амиен.
След преврата от 30 прериал и този от 18 брюмер и заместването на Директорията с Консулата, Мале гласува против на референдума за провъзгласяване на Наполеон Бонапарт за първи консул и е изпратен на служба в Бордо, а след това в Сабл д'Олон, като опозицията му срещу Бонапарт става все по-гласна, макар и в тези години да става кавалер на Почетния легион. В 1805 година е уволнен от активна служба и подава оставка след коронацията на Наполеон за император. Назначен е за губернатор на Павия в Кралство Италия. Йожен дьо Боарне го уволнява по обвинения в черноборсаджийство и пропаганда и той е затворен в затвора Ла Форс от 1 юли 1807 до 30 май 1808 година. Освободен без процес, на следната година е затворен отново по подозрение в съпричастност към филаделфите - републиканско, антибонапартистко масонско общество. Остава под домашен арест в Париж от юли 1810 година до бягството си на 23 октомври 1812 година.